# Shigetarō Shimada
Shigetarō Shimada (嶋田 繁太郎 Shimada Shigetarō?,  24 de septiembre de 1883-7 de junio de 1976) fue un almirante japonés de la Armada Imperial Japonesa, que ocupó el cargo de ministro de Marina entre 1941 y 1944 durante la Segunda Guerra Mundial. Tras la rendición de Japón fue condenado por crímenes de guerra por el Tribunal de Tokio, pero fue puesto en libertad condicional en 1955.

## Biografía
Nacido en Tokio, Shimada se graduó en la 32.ª clase de la Academia Naval Imperial Japonesa en 1904. Se graduó el 27.º de su promoción de 192 cadetes. Uno de sus compañeros fue el futuro Comandante en Jefe de la Flota Combinada, Isoroku Yamamoto.
Sirvió como guardiamarina a bordo del buque nodriza de submarinos Karasaki, haciendo lo propio en el crucero protegido Izumi con el que participó en la batalla de Tsushima durante la Guerra Ruso-Japonesa.

### Segunda Guerra Mundial
Ocupó el cargo de ministro de Marina en el gobierno que formó el general Hideki Tojo el 18 de octubre de 1941, un mes y medio antes del ataque a Pearl Harbor. Tras la dimisión del anterior primer ministro Fumimaro Konoe, forzada por el propio Tojo, ministro de la Guerra en su gobierno, este había sido encargado por el emperador Hirohito para que buscara una solución diplomática al conflicto que Japón mantenía con Estados Unidos a causa de la reciente invasión japonesa de la Indochina francesa.  Por eso nombró como ministro de Asuntos Exteriores al experimentado diplomático Shigenori Togo, nada favorable a la Alemania nazi y que estaba dispuesto a hacer concesiones a Estados Unidos, a Okinori Kaya como ministro de Finanzas y para el ministerio de Marina a Shimada, que como Kaya era un declarado antibelicista —Tojo por su parte se mantuvo al frente del ministerio de la Guerra y asumió también la cartera de Interior—.
Sin embargo, durante las sucesivas conferencias de enlace celebradas entre el 23 y el 30 de octubre Shimada cambió de postura y no se opuso a la guerra. Esto se debió a la entrevista que mantuvo el 27 de octubre con el príncipe Hiroyasu Fushimi, jefe de la Flota Imperial, quien le reiteró los argumentos a favor de la guerra que habían expuesto los jefes de los Estados Mayores del Ejército y de la Armada: «si no tomamos rápidamente una decisión, perderemos una oportunidad». Así le dijo al viceministro de Marina Yorio Sawamoto: «No podría perdonarme si perdiéramos una oportunidad para la guerra sólo por mi oposición como ministro de Marina».